# Айона (тауншип, округ Тодд, Миннесота)
Айона (англ. Iona) — тауншип в округе Тодд, Миннесота, США. На 2000 год его население составило 416 человек.

## География
По данным Бюро переписи населения США площадь тауншипа составляет 93,8 км², из которых 93,2 км² занимает суша, а 0,5 км² — вода (0,58 %).

## Демография
По данным переписи населения 2000 года здесь находились 416 человек, 140 домохозяйств и 106 семей.  Плотность населения —  4,5 чел./км².  На территории тауншипа расположено 155 построек со средней плотностью 1,7 построек на один квадратный километр. Расовый состав населения: 98,56 % белых, 0,48 % афроамериканцев, 0,24 % коренных американцев, 0,48 % азиатов, 0,24 % — других рас США. Испанцы или латиноамериканцы любой расы составляли 1,68 % от популяции тауншипа.
Из 140 домохозяйств в 38,6 % воспитывались дети до 18 лет, в 71,4 % проживали супружеские пары, в 0,7 % проживали незамужние женщины и в 23,6 % домохозяйств проживали несемейные люди. 20,0 % домохозяйств состояли из одного человека, при том 8,6 % из — одиноких пожилых людей старше 65 лет. Средний размер домохозяйства — 2,97, а семьи — 3,50 человека.
31,0 % населения младше 18 лет, 8,4 % в возрасте от 18 до 24 лет, 26,4 % от 25 до 44, 20,2 % от 45 до 64 и 13,9 % старше 65 лет. Средний возраст — 36 лет. На каждые 100 женщин приходилось 105,9 мужчин.  На каждые 100 женщин старше 18 приходилось 120,8 мужчин.
Средний годовой доход домохозяйства составлял 39 167 долларов, а средний годовой доход семьи —  50 714 долларов. Средний доход мужчин —  30 391  доллар, в то время как у женщин — 22 813. Доход на душу населения составил 18 993 доллара. За чертой бедности находились 4,4 % семей и 7,7 % всего населения тауншипа, из которых 7,1 % младше 18 и 12,5 % старше 65 лет.